# Pèifugas
Pèifugas (en italià, Perfugas, gal·lurès Pelfica) és un municipi sard, dins de la província de Sàsser. L'any 2007 tenia 2.488 habitants. Es troba a la regió d'Anglona. Limita amb els municipis de Bortigiadas (OT), Bulzi, Chiaramonti, Erula, Laerru, Martis, Santa Maria Coghinas i Tempio Pausania (OT).

## Administració
| Període | Identitat         | Partit              |
| ------- | ----------------- | ------------------- |
| 2006-   | Domenico Decandia | Llista cívica       |
| 2010-   | Mario Satta       | Llista cívica - IRS |